# هانس استنر
هانس استنر (انگلیسی: Hans Estner؛ زادهٔ ۷ آوریل ۱۹۵۱) ورزشکار دوگانه اهل آلمان است.